# Away from the Sun
Away from the Sun — второй студийный альбом американской рок-группы 3 Doors Down, изданный в ноябре 2002 года.

## Об альбоме
После широкомасштабного турне в поддержку успешного дебютного альбома The Better Life, продажи которого достигли 6 миллионов экземпляров, 3 Doors Down было сложно сосредоточиться на второй пластинке.
Музыканты сочинили песни для будущего альбома ещё во время гастролей The Better Life Tour. В работе над диском вместе с группой принимали участие ударник A Perfect Circle Джош Фриз и Дэвид Кэмпбелл — дирижёр струнного оркестра, внесший свой вклад в создание композиции «Away from the Sun». Продюсировал альбом Рик Парашар, сотрудничавший с Nickelback, Pearl Jam и Alice in Chains. В мае в интервью журналу Billboard вокалист Брэд Арнольд заявил, что материал на новом альбоме будет отличаться от того, что было на предыдущем, но и в этом направлении группа будет придерживаться своих основ.
В преддверии выхода альбома коллектив организовал выступления перед солдатами, посетив различные военно-морские базы, такие как Рота (ВМБ) в Испании, Станция авиации ВМС США на Сицилии, военно-морская станция при неапольском аэропорте. Запись Away from the Sun проходила в Сиэтле в течение 2 месяцев, сам альбом поступил в продажу в ноябре 2002 года.
Официально 3 Doors Down анонсировали выход первого сингла (предварительная дата была назначена на конец сентября) в придачу с видеоклипом и уже тогда объявили о предстоящем гастрольном туре поздней осенью 2002 года.
Первым синглом была издана песня «When I'm Gone», вызвавшая восторженную реакцию у аудитории, перед которой коллектив исполнял эту композицию во время прошедшего концертного тура.
Также синглами были изданы композиции «The Road I'm On», «Here Without You», достигшая 5 позиции в чарте Billboard Hot 100 и «Away from the Sun».
Away from the Sun был выпущен в таких форматах, как CD, компакт-кассета, DualDisc и SACD. В комплекте с альбомом также прилагался бесплатный DVD с видеоматериалом, наглядно показывающим 3 Doors Down в процессе работы над альбомом.
Релиз провел 49 недель в хит-параде Billboard 200 и по итогам продаж был сертифицирован американской ассоциацией звукозаписывающих компаний как четырежды платиновый. Продажи альбома составили 3 миллиона экземпляров.
В поддержку альбома группа провела тур и, кроме этого, появилась в таких ТВ-шоу, как The Tonight Show with Jay Leno, The Late Late Show и Mad TV.

## Реакция критиков
Редактор сайта Allmusic Джонни Лофтус, оценивший альбом на 3 звезды из 5, отметил, что Away from the Sun выглядит более совершенным нежели The Better Life, но арсенале 3 Doors Down все ещё нет ничего цепляющего, для того, чтобы им оставаться интересными на протяжении всего альбома, за исключением заглавного трека и «Ticket to Heaven», демонстрирующего более осмысленное написание песен по сравнению с дебютной пластинкой коллектива. «Многие из 11 песен диска звучат слишком однообразно. Но, если смотреть с положительной стороны, то 3 Doors Down и продюсер Рик Парашар не переборщили со звуковыми эффектами, как это часто бывает при выпуске второго альбома». Лофтус сравнил композицию «When I’m Gone» с работами Кенни Уэйн Шеппарда и охарактеризовал блюз-роковый номер как мощный.
Критик журнала Rolling Stone, давший смешанный отзыв на пластинку, назвал Away from the Sun качественным и ритмичным, однако посчитал, что этого альбома, вероятно, не будет достаточно для фанатов группы 2000-х годов. Автор рецензии упомянул, что здесь довольно много длинных, «тошнотворных» метал-композиций, а из всего диска он выделил композиции «Away from the Sun» и «When I’m Gone», в которой, по его мнению, наблюдается неплохое сочетание мелодраматичности и «спиралевидных» гитар.
Автор британского сайта musicOMH Джамиль Ахмад похвалил вокал Брэда Арнольда и в некоторых песнях Away from the Sun нашёл сходства с работами Alice in Chains, Pearl Jam и Smashing Pumpkins. Также он заметил, что альбом, спродюсированный Риком Пашаром, ознаменовал возвращение 3 Doors Down после мультиплатинового успеха и долгих гастролей. «Результатом этого стала очень личная работа, касающаяся таких тем, как тоска по родине, одиночество, и судьбоносный момент становления рок-звездой». Большой энтузиазм у Ахмада вызвали треки «Running Out of the Days», «Ticket to Heaven» и «The Road I’m On», но менее положительную оценку критик дал композициям «Sarah Yellin'» и «Going Down in Flames».
Альбом стоит того, чтобы его послушали.
Рецензент белорусской Музыкальной газеты заявил, что на этом альбоме группа играет все более тяжелеющий пост-гранж, постепенно приближающийся к чему-то в роде Nickelback и добавил, что уже с «When I’m Gone» 3 Doors Down нашли у канадских рокеров своего собрата — «Never Again». «У коллектива вышел серьезный альбом, по которому видно, что ребята серьезно потрудились, но к сожалению, он не произвел того фурора, которого от него ожидали».
Обозреватель музыкального издания Melodic.net, положительно оценивший альбом и особо выделивший такие композиции, как «Running Out of the Days», «The Road I’m On», «Away from the Sun», «When I'm Gone» и «Dangerous Game» (с убийственным гитарным риффом), выразил мнение, что в музыкальном плане Away from the Sun — самая лучшая работа 3 Doors Down по сей день, но с ней коллективу будет сложнее достичь того же успеха как с The Better Life.

## Список композиций
| №   | Название                   | Автор(ы)           | Длительность |
| --- | -------------------------- | ------------------ | ------------ |
| 1.  | «When I'm Gone»            | Арнольд, Хендерсон | 4:21         |
| 2.  | «Away from the Sun»        | Арнольд, Хендерсон | 3:53         |
| 3.  | «The Road I'm On»          | Арнольд, Хендерсон | 3:59         |
| 4.  | «Ticket to Heaven»         | Арнольд, Хендерсон | 3:27         |
| 5.  | «Running Out of Days»      | Арнольд, Хендерсон | 3:31         |
| 6.  | «Here Without You»         | Арнольд, Хендерсон | 3:58         |
| 7.  | «I Feel You»               | Арнольд, Хендерсон | 4:07         |
| 8.  | «Dangerous Game»           | Робертс, Харрелл   | 3:36         |
| 9.  | «Changes»                  | Арнольд, Хендерсон | 3:56         |
| 10. | «Going Down in Flames»     | Арнольд, Хендерсон | 3:28         |
| 11. | «Sarah Yellin'»            | Робертс, Харрелл   | 3:17         |
| 12. | «This Time» (скрытый трек) | Робертс, Харрелл   | 5:19         |

| №   | Название    | Длительность |
| --- | ----------- | ------------ |
| 12. | «Pop Song»  | 3:12         |
| 13. | «This Time» | 5:19         |

## Хит-парады и награды

### Места в чартах
| Страна             | Место |
| ------------------ | ----- |
| Австралия          | 8     |
| Австрия            | 27    |
| Бельгия (Фландрия) | 71    |
| Германия           | 28    |
| Дания              | 2     |
| Новая Зеландия     | 11    |
| Нидерланды         | 25    |
| США                | 8     |
| Швейцария          | 49    |
| Швеция             | 16    |

| Страна                | Статус       |
| --------------------- | ------------ |
| Австралия (ARIA)      | Платиновый   |
| Дания (IFPI)          | Золотой      |
| Канада (Music Canada) | Платиновый   |
| США (RIAA)            | 4×Платиновый |

## Участники записи
| 3 Doors Down - Брэд Арнольд — вокал - Крис Хендерсон — гитара - Мэтт Робертс — гитара - Тодд Харрелл — бас-гитара Приглашённые музыканты - Дэвид Кэмпбелл — струнные аранжировки (дорожки 2, 6) - Джош Фриз — ударные - Джоэл Дэруин — концертмейстер - Рик Хопкинс — орган Хаммонда | Технический персонал - Рик Парашар — продюсер, звукорежиссёр - Мэттью Бургесс — перкуссия - Джордж Марино — мастеринг - Джефф Отт — звукорежиссёр - Карен Уокер — дизайн - Франк Оккенфельс — фотография группы - Рэнди Штоб, Дин Мар, Пол Сильвейра — сведение - Сэнди Браммелс — художественный руководитель - Билл Ричардс, Том Дерр — продакт-менеджер - Том Свини — ассистент звукорежиссёра - Том Маккей — A&R |